# Лосиный Остров
Лоси́ный О́стров — лесной массив на территории Москвы (районы Метрогородок, Гольяново, Богородское и, незначительно — Сокольники и Ярославский) и Московской области (городские округа Балашиха, Королёв, Мытищи и Щёлково). Крупнейший лесной массив в Москве и крупнейший среди лесов, расположенных в черте городов (Московская часть леса). С 1983 года имеет статус национального парка, образован одновременно с Сочинским. Особо охраняемая территория федерального значения, категория II по классификации МСОП.

## География
Общая площадь национального парка на 2001 год составляла 116,215 км². Лес занимает 96,04 км² (83 % территории), из которых 30,77 км² (27 %) находятся в черте города Москвы. Остальную часть занимают водоёмы — 1,69 км² (2 %) и болото — 5,74 км² (5 %). Дополнительные 66,45 км² подготовлены для расширения парка.
Парк распределяется на пять функциональных зон:
- Заповедная зона, строго запрещен доступ и любая хозяйственная деятельность — 1,8 км² (1,5 % территории);
- Особо охраняемая зона, доступ разрешен по согласованию с администрацией или в сопровождении сотрудников парка — 42,9 км² (34,6 %);
- Зона охраны памятников истории и культуры, открыта для посещения, запрещены мероприятия, изменяющие исторический облик ландшафта — 0,9 км² (0,7 %);
- Рекреационная зона, открыта для свободного посещения — 65,6 км² (52,8 %);
- Хозяйственная зона, включает объекты, важные для обеспечения жизнедеятельности парка и прилегающих жилых массивов — 12,9 км² (10,4 %).

Включает в себя 6 лесопарков: Яузский и Лосиноостровский (находятся в черте Москвы), а также подмосковные Мытищинский, Лосинопогонный, Алексеевский и Щёлковский. Географически парк находится у границ Мещёрской низменности и южных отрогов Клинско-Дмитровской гряды, которая является водоразделом между Москвой-рекой и Клязьмой. Рельеф местности — слегка холмистая равнина. Высота над уровнем моря колеблется от 146 м (пойма реки Яузы) до 175 м. В центральной части парка рельеф наиболее плоский. Самой живописной является юго-западная часть парка, где террасы над поймой Яузы имеют достаточно крутые склоны.
На территории парка истоки рек Яуза и Пехорка. Естественное русло Яузы было значительно разрушено при добыче торфа в 1950—1970 годы; русло Пехорки сильно изменилось при строительстве Акуловской ГЭС. На территории Лосиного Острова в Яузу впадает несколько небольших рек и ручьёв, среди которых Ичка и Будайка.

### Живописные места
- Долина р. Яузы в районе Богородское (г. Москва)
- Подмосковная тайга: старые хвойные и смешанные леса, (г. Москва)
- Алексеевская роща и Алексеевский (Булганинский) пруд (г. Балашиха)
- Яузский водно-болотный комплекс и Мытищинская водозаборная станция (г. Мытищи)
- Коржевские посадки (рукотворный лесопарковый ландшафт по границе с г. Королёв)
- Карьер возле ул. Торфопредприятие (г. Королёв)

### Объекты
- Лосиная Биостанция. Работает с 2002 года. Открылась в декабре 2015 года после реконструкции[3]. Здесь возможно потрогать и покормить лося, узнать всё о его жизни.
- Дендрарий[4]. Открыт в 2014 году. В тематике экспозиции переплетаются три темы — разнообразие лесов России, животный мир Подмосковья и труд работников леса. Дендрарий расположен рядом с Алексеевской рощей (участком 200-летних сосновых и липовых лесов). В ландшафте рощи до сих пор прослеживаются черты планировки загородной усадьбы рубежа XVII—XVIII вв., курганы XII в.
- Музей «Русский быт». Существует с 1998 года, в 2015 году реконструирован. Показаны крестьянский и слободской быт рубежа XIX—XX века и хозяйство вятичей периода колонизации долины р. Москвы (X век).
- Вышка для наблюдений за птицами на Чугунном мосту (г. Мытищи). С вышки хорошо просматриваются мелководья и тростниковые заросли. Интересна для посещения весной и осенью, во время пролёта.

## Название
До середины XX века местность была известна как «Погонный Лосиный Остров». Это название происходит из эпохи придворных охот: остров — роща среди возделанной земли, погонный — от «гона», псовой охоты; лосиный — от наиболее крупного объекта охоты.

## История парка

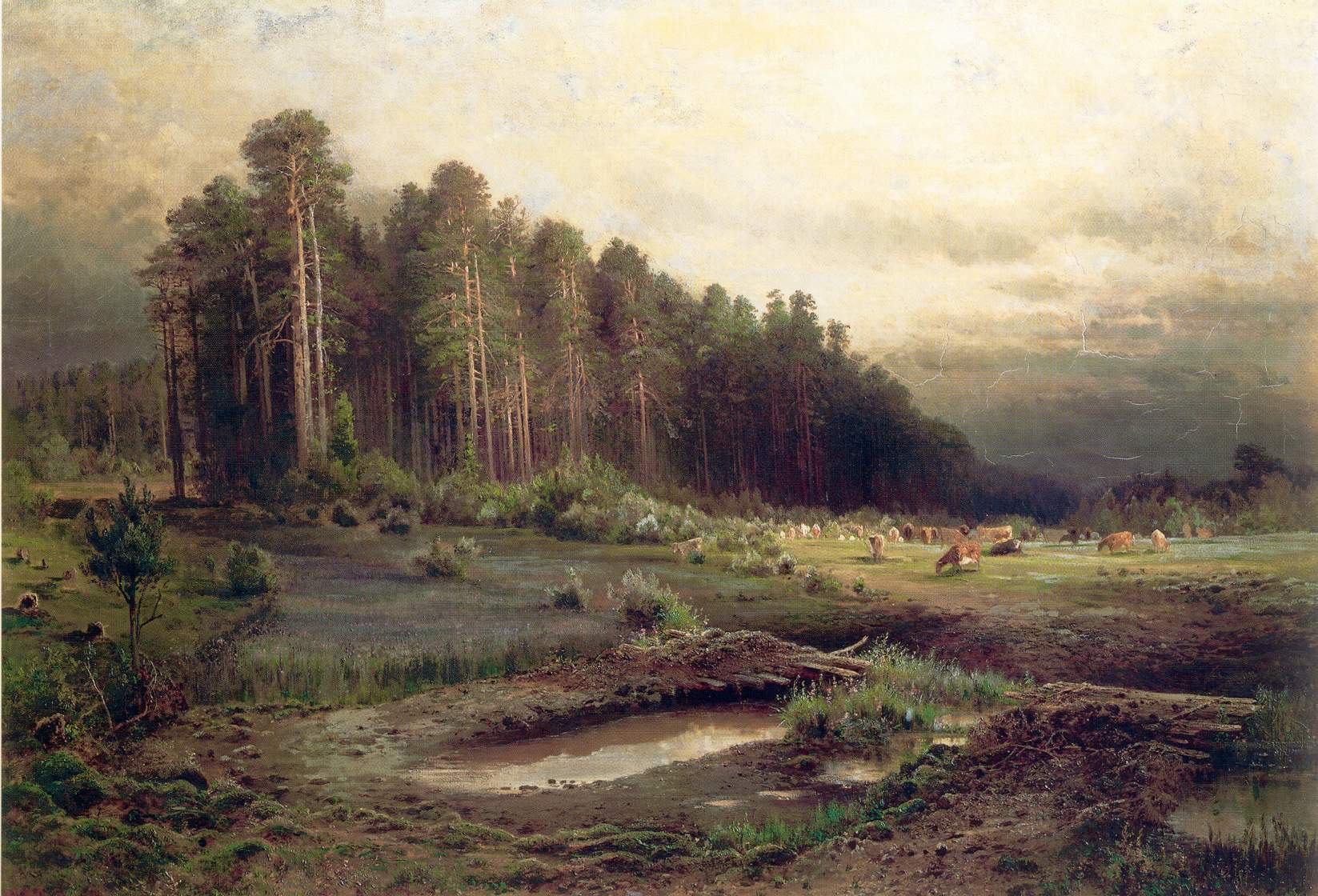
Алексей Саврасов. Лосиный остров в Сокольниках, 1869

Лосиный Остров известен с 1406 года. C XV по XVIIΙ века угодья входили в состав Тайнинской дворцовой волости, земли которой с древних времен служили охотничьими угодьями для русских князей и царей. Так, в 1564 году здесь охотился на медведей Иван IV. В целом, для Лосиного Острова сохранялся заповедный режим. В 1799 году леса передаются в ведомство казны и проводится первая топографическая съёмка; лес разбивается на кварталы, площадь каждого равняется квадратной версте. Первое лесничество было основано здесь в 1842 году, тогда же старшим таксатором Егором Гримме и младшим таксатором Николаем Шелгуновым завершается первое лесоупорядочивание. По его результатам в лесном фонде отмечено доминирование ели (67 %), которая впоследствии сменилась сосной и берёзой.
Словом «остров» в центральной России именовали участок леса в степи, возвышенность на равнине, «гриву», невысокие и плосковерхие бугры, холмы. В одном из этих значений слово «остров» стало основой для наименования села Остров в Подмосковье. В топониме «Лосиный остров» термин «остров» употреблен в значении «участок леса» и «лесная роща».
В 1844 году лесничим Василием Грешнером было положено начало созданию в Лосином Острове рукотворных лесов. Активные лесокультурные работы, причём преимущественно посевы и посадки сосны, велись на протяжении 115 лет. Эти посадки до сих пор оказываются стойкими к интенсивному антропогенному воздействию. Во второй половине XIX века проводилась прорезка просек для вентиляции леса и вырубка некоторых небольших площадей со старыми деревьями.
Рост населения Москвы во второй половине XIX века вызвал дачный бум, а развитие железных дорог определило популярные направления. В 1898 близ леса открывается сортировочная станция 10-й версты (ныне Лосиноостровская) и начинается бурное развитие посёлка Лосиноостровск. В этот период местность, известная как Погонно-Лосиный-Остров, становится популярным местом отдыха местных жителей и дачников. В 1903—1908 лес прорезает Московская окружная железная дорога. В 1910-х в Погонно-Лосиный-Остров совершают ботанические и энтомологические экскурсии. Лес описывают как состоящий главным образом из сосны, ели и липы. Фауна состоит из рябчиков, голубей, дроздов, сокола, ястреба, коршуна, вороны, филина и совы. Наблюдают лисиц, зайцев, белок, хорьков, ежей. Лоси встречаются ближе к Большим Мытищам. Певчих птиц почти нет. Много орешника, малины, черники, брусники и земляники, по торфяным прогалинам встречается клюква. Грибов мало. В лесу находятся сторожки, где есть самовар, молоко, мёд.
Идею создания национального парка ещё в 1912 году выдвинул заведующий лесничеством коллежский советник Сергей Васильевич Дьяков. В 1934 году Лосиный Остров включён в 50-километровый «зелёный пояс» вокруг Москвы.

Больша́я часть лесного массива была срублена во время Великой Отечественной войны. В 1943 году было принято решение о восстановление лесного фонда Лосиного острова. Реализация плана началась в 1944. В 1979 году объединённым решением Московского городского и областного Советов народных депутатов Лосиный Остров был преобразован в природный парк, а 24 августа 1983 года решением Совета Министров РСФСР был образован национальный парк.

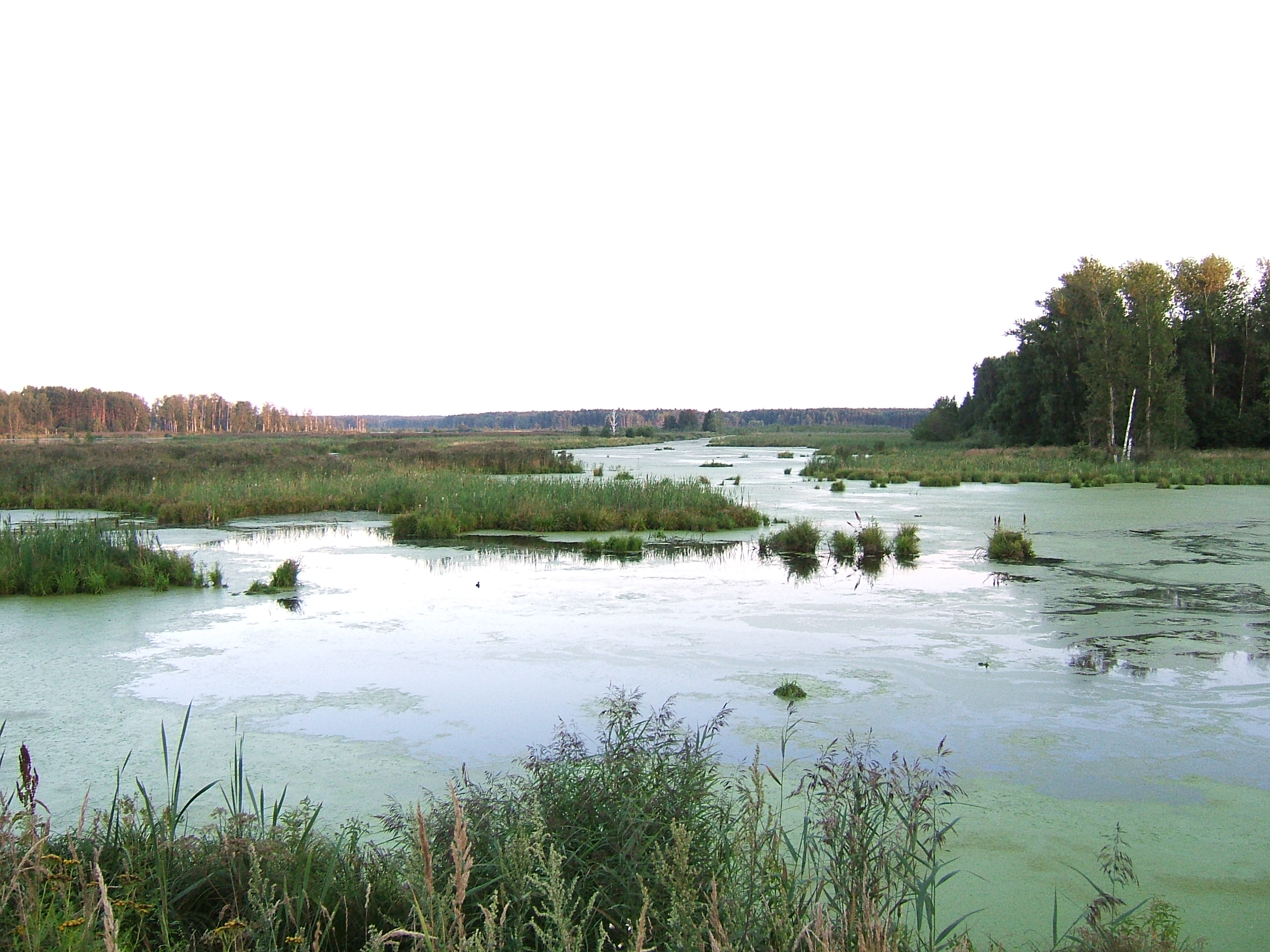
Верхнеяузские болота в национальном парке «Лосиный Остров»

В сентябре 2006 года мэр Москвы Юрий Лужков направил в Правительство России письмо с просьбой о сокращении площади национального парка на территории Москвы на 150 га (на этой территории планировалось проложить трассу Четвёртого транспортного кольца, а также построить коттеджный посёлок — «Посольский городок»). Компенсировать эти территории предлагалось за счёт Горенского лесопарка Балашихинского спецлесхоза (Московская область). В январе 2007 года Правительство России отказало московскому мэру в изменении границ «Лосиного Острова».
В сентябре 2016 года непосредственно на территории национального парка открыта станция Московского центрального кольца «Белокаменная».
В марте 2019 года премьер-министр Дмитрий Медведев сообщил, что поручит Минприроды изменить границы парка «Лосиный Остров» в Московской области для модернизации участка Щёлковского шоссе. Из состава нацпарка планируется исключить 140 гектаров территории, из них 54 — это лесные насаждения. Взамен «Лосиному острову» отдадут почти 2 тысячи гектаров других подмосковных лесов. Гринпис России обратился в Генпрокуратуру о недопущении изъятия земель из парка «Лосиный Остров». Телеведущий и эколог Николай Дроздов обратился к губернатору Подмосковья Андрею Воробьеву с призывом спасти «Лосиный Остров».
С июня по август 2021 года на территории парка «Лосиный остров» проходили съёмки некоторых сцен сериала «Паромщица. Долина мечты» кинокомпанией «Гамма».

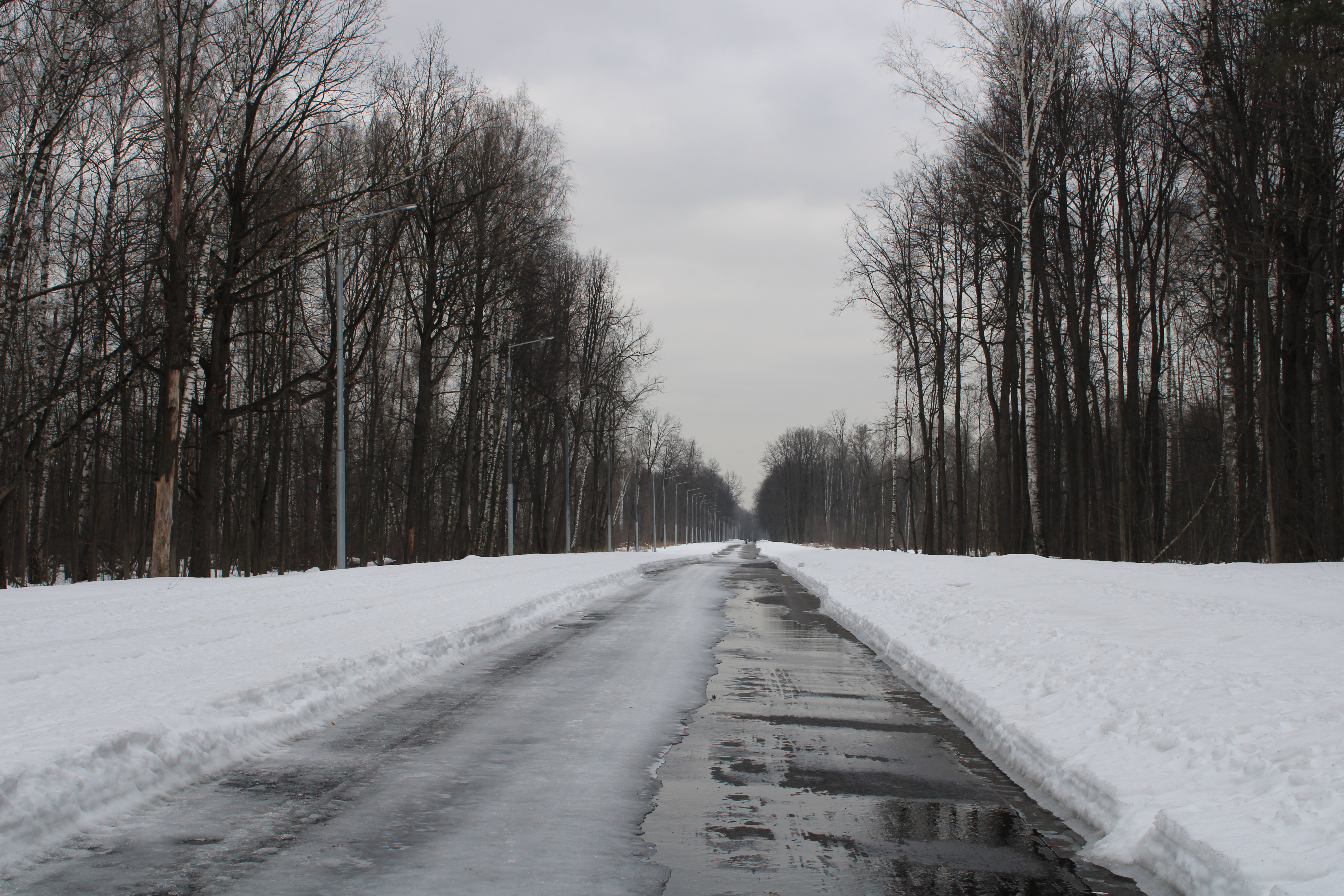
Асфальтированная дорога от станции Белокаменная до ЖК «Сказочный лес»

В начале 2023 года, без какого-либо предварительного обсуждения, через территорию заповедного парка проложили автомобильную трассу, а в марте, на фоне продолжающейся российско-украинской войны, также произвелась вырубка деревьев под средства ПВО С-400.
27 мая Госдума приняла во втором чтении законопроект, позволяющий передать столичным властям «полномочия по использованию» части национального парка «Лосиный Остров» (в границах Москвы). Целью названо «обеспечение сохранности и развития нацпарка». При этом на заповедной территории разрешается строительство дорог, мостов, транспортных узлов и инфраструктуры по согласованию с правительством РФ.
В 2023 году Московская часть Национального парка была передана под управление Москвы.

## Состав
- Алексеевский лесопарк
- Мытищинский лесопарк
- Яузский лесопарк
- Лосиноостровский лесопарк
- Лосино-Погонный лесопарк
- Щёлковский лесопарк
- Парк «Сокольники»

## Режим охраны и охранная зона

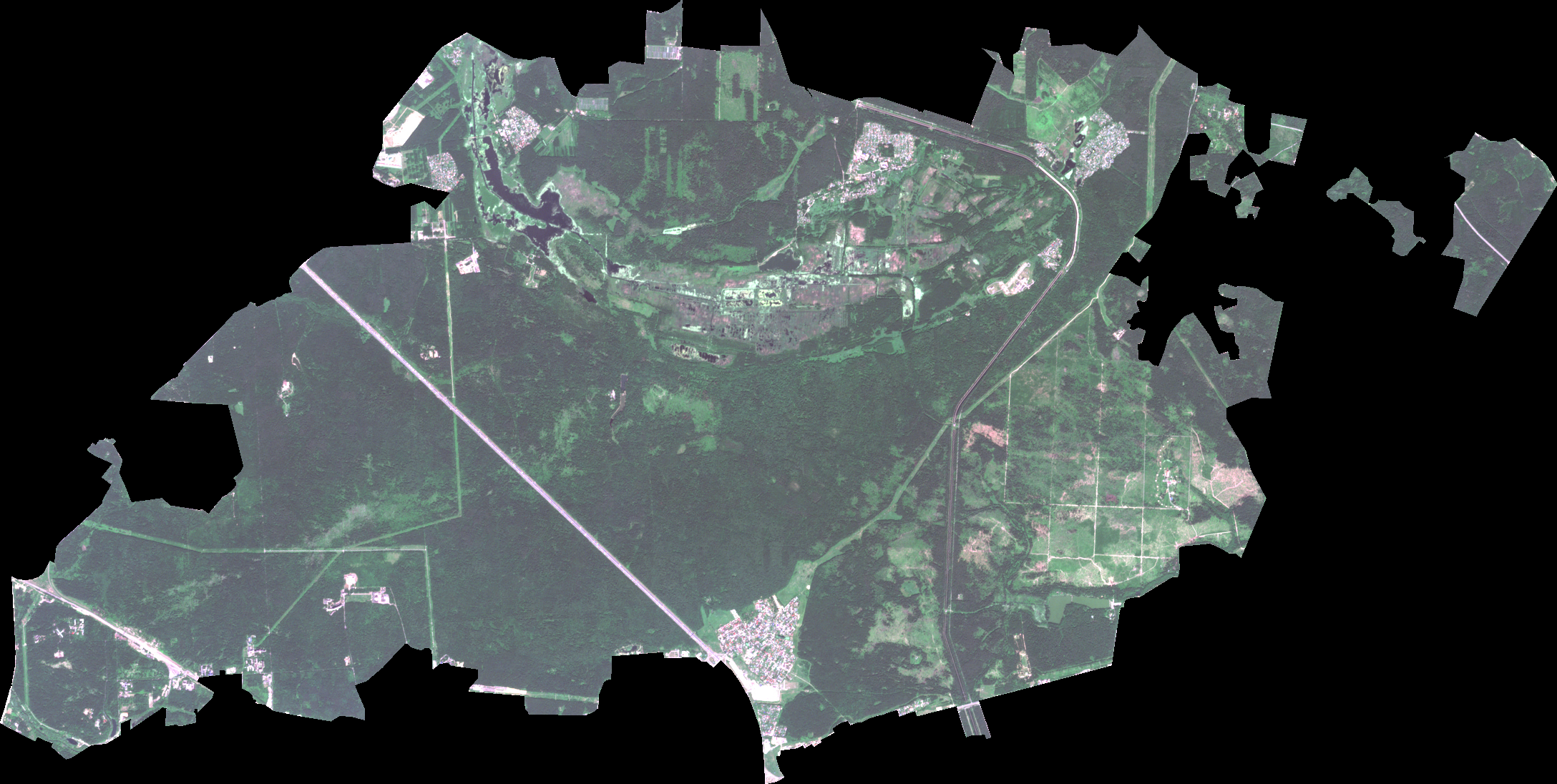
Космический снимок Sentinel-2, обрезанный по границам парка (2019)

29 марта 2000 года Председатель Правительства РФ В. В Путин подписал постановление, которым Федеральной службе лесного хозяйства России совместно с правительством Москвы, администрацией Московской области и Государственным комитетом Российской Федерации по охране окружающей среды было поручено разработать и утвердить положение о национальном парке «Лосиный остров» и обеспечить контроль за соблюдением режима особой охраны его территории.
Положением о национальном парке, утверждённым 30 июня 2010 года приказом Минприроды, в нём установлен дифференцированный режим охраны, учитывающий природные, историко-культурные и другие особенности зонирования его территории, включающей в себя:
- особо охраняемую зону, которая обеспечивает условия для сохранения и восстановления ценных природных комплексов и объектов при строго регулируемом посещении;
- зону познавательного туризма, открытую для организации экологического просвещения и ознакомления с достопримечательностями национального парка;
- рекреационную зону, предназначенную для организации отдыха посетителей в природных условиях;
- зону охраны историко-культурных объектов — наиболее ценных (уникальных) памятников археологии, истории, культуры;
- зону хозяйственного назначения, предназначенную для осуществления хозяйственной деятельности, необходимой для обеспечения функционирования национального парка.

Посмотреть масштабную схему функционального зонирования национального парка «Лосиный остров». Архивировано 22 декабря 2013 года.

С целью ограничения вредного антропогенного воздействия окружающей среды на флору и фауну национального парка в Положении о Лосином острове была чётко обозначена территории его охранной зоны, в пределах которой должны быть ликвидированы источники загрязнения воздушного и водного бассейнов и запрещено строительство объектов, способных нанести ущерб природе.
Границы охранной зона были определены совместным решением Московского областного и Московского городского Советов народных депутатов и их натурное описание было включено в Положение о национальном парке от 30 июня 2010 года.
Натурное описание в соответствии с приложением  3  к решению исполнительных комитетов Московского областного и Московского городского Советов народных депутатов от 4 мая 1979 г. N 1190-543 и приложением 1 к Положению о федеральном государственном учреждении «Национальный парк Лосиный остров», утверждённому приказом Минприроды РФ от 30 июня 2010 года N 232.

Описание границ охранной зоны Национального парка «Лосиный остров»

Москва: от пересечения Московской кольцевой автомобильной дороги (МКАД) со Щёлковским шоссе по внутренней границе технической зоны МКАД (200 м от оси) до Байкальской улицы, по Байкальской ул., ул. Бирюсинке и ул. Амурской до Малого кольца Московской окружной железной дороги, по железной дороге до Открытого шоссе, по Открытому шоссе до ул.Подбельского, далее по улицам 1-й проезд Подбельского, Мясникова, Миллионная до р. Яузы, по р. Яузе до ул. Олений вал, по ул. Олений вал и Сокольнический вал до Ярославского направления Московской железной дороги, по железной дороге на север до ул.Бориса Галушкина, по ул. Б. Галушкина до Ярославской ул., по Ярославской ул. до р. Яузы, по р. Яузе на восток до Ярославского направления Московской железной дороги, по железной дороге до пересечения с Ярославским шоссе, по Ярославскому шоссе до пересечения с МКАД.

Московская область: от пересечения МКАД с Ярославским шоссе на северо-восток по Ярославскому шоссе до ул.Дзержинского (г. Мытищи), по ул.Дзержинского до Ярославского направления Московской железной дороги, по Ярославскому направлению Московской железной дороги до ст. Мытищи, от ст. Мытищи до Ярославского шоссе по улицам Колонцова, Абрамова и Карла Маркса (бывш. 3-я Спортивная и Профсоюзная), по Ярославскому шоссе на северо-восток до Пионерской ул. (г. Королёв), по улицам Пионерской, Калининградской, Горького, Нахимова, по северным границам кв. 2—7 Щёлковского лесопарка, восточной границе кв. 7, южным границам дер. Серково и Жегалово (Жигалово) и г. Щёлково до кв. 14 Щёлковского лесопарка, по северной и восточной границе кв. 14 и 15 до Щёлковского шоссе, по юго-восточной границе технической зоны Щёлковского шоссе (400 м от оси) до МКАД.

9 февраля 2011 года было подписано соглашение о взаимодействии Минприроды РФ и Правительства Москвы для обеспечения функционирования Национального парка «Лосиный остров» в целях реализации права москвичей на благоприятную окружающую среду и сохранения уникального природного комплекса. Соглашение обязало Минприроды согласовывать с Правительством Москвы положение о режиме использования земель, включенных в границы национального парка и расположенных в городской части национального парка, «без изъятия их из хозяйственной эксплуатации».
26 марта 2012 года Минприроды РФ было утверждено новое Положение о национальном парке «Лосиный остров». Положение уточнило функциональное зонирование территории национального парка, в которой были выделены:
- заповедная зона, для сохранения природной среды в естественном состоянии и в границах, которой запрещается осуществление любой экономической деятельности;
- особо охраняемая зона, в которой при сохранения природной среды в естественном состоянии допускаются проведение экскурсий и посещение в целях познавательного туризма;
- рекреационная зона, используемая для развития физической культуры и спорта, размещения объектов туристической индустрии, музеев и информационных центров;
- зона охраны объектов культурного наследия (памятников истории и культуры) народов Российской Федерации, в которой допускается и рекреационная деятельность;
- зона хозяйственного назначения.

Из нового Положения был исключён раздел с описанием границ охранной зоны национального парка, но отмечено, что в соответствии с законодательством Российской Федерации «вопросы социально-экономической деятельности хозяйствующих субъектов, а также проекты развития населённых пунктов, находящихся на территории национального парка и его охранной зоны согласовываются с Минприроды России».

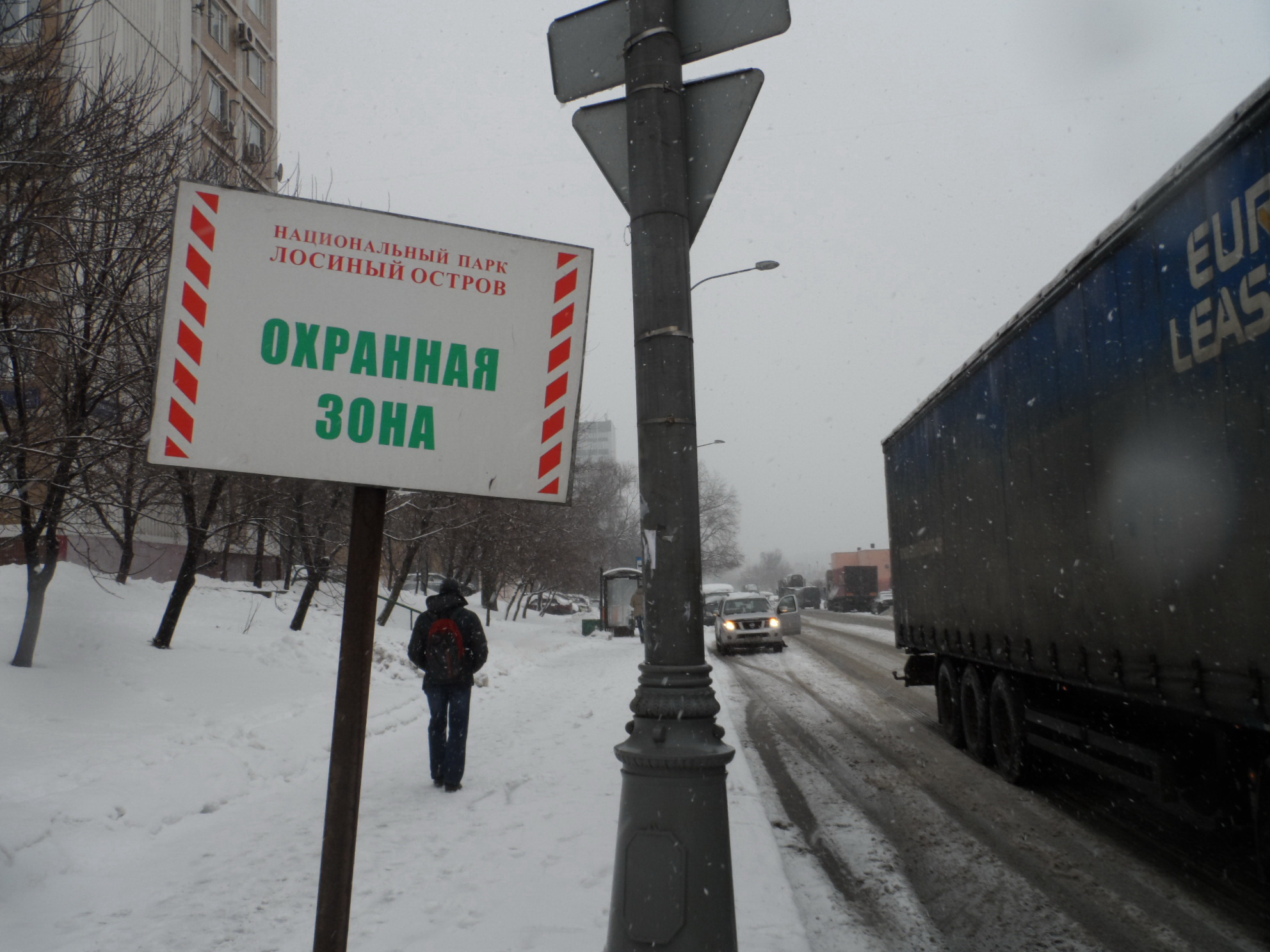
Предупредительный знак в охранной зоне
на улице Красная Сосна у Ярославского шоссе

Государственная важность обязательного обустройства охранных зон особо охраняемых природных территорий подтверждена Постановлением Правительства РФ от 19 февраля 2015 года, в котором установлено, что ширина охранной зоны национального парка должна быть не менее одного километра. При этом в Правилах особо подчёркнуто, что охранные зоны национальных парков «не могут быть расположены в границах особо охраняемых природных территорий федерального значения».
В связи с продолжающимися попытками хозяйственного использования территории Лосиного острова и его охранной зоны вопреки действующим нормативным актам Верховный суд РФ 26 декабря 2016 г. подтвердил, что «границы национального парка и его охранной зоны определены приложениями 2 и 3 к решению от 04.05.1979 № 1190—543».
В августе 2017 года руководитель пресс-службы Минприроды РФ в интервью РИА Новости подтвердил, что «в охранной зоне не предусмотрена хозяйственная деятельность, оказывающая негативное воздействие на национальный парк, в том числе жилищное строительство».

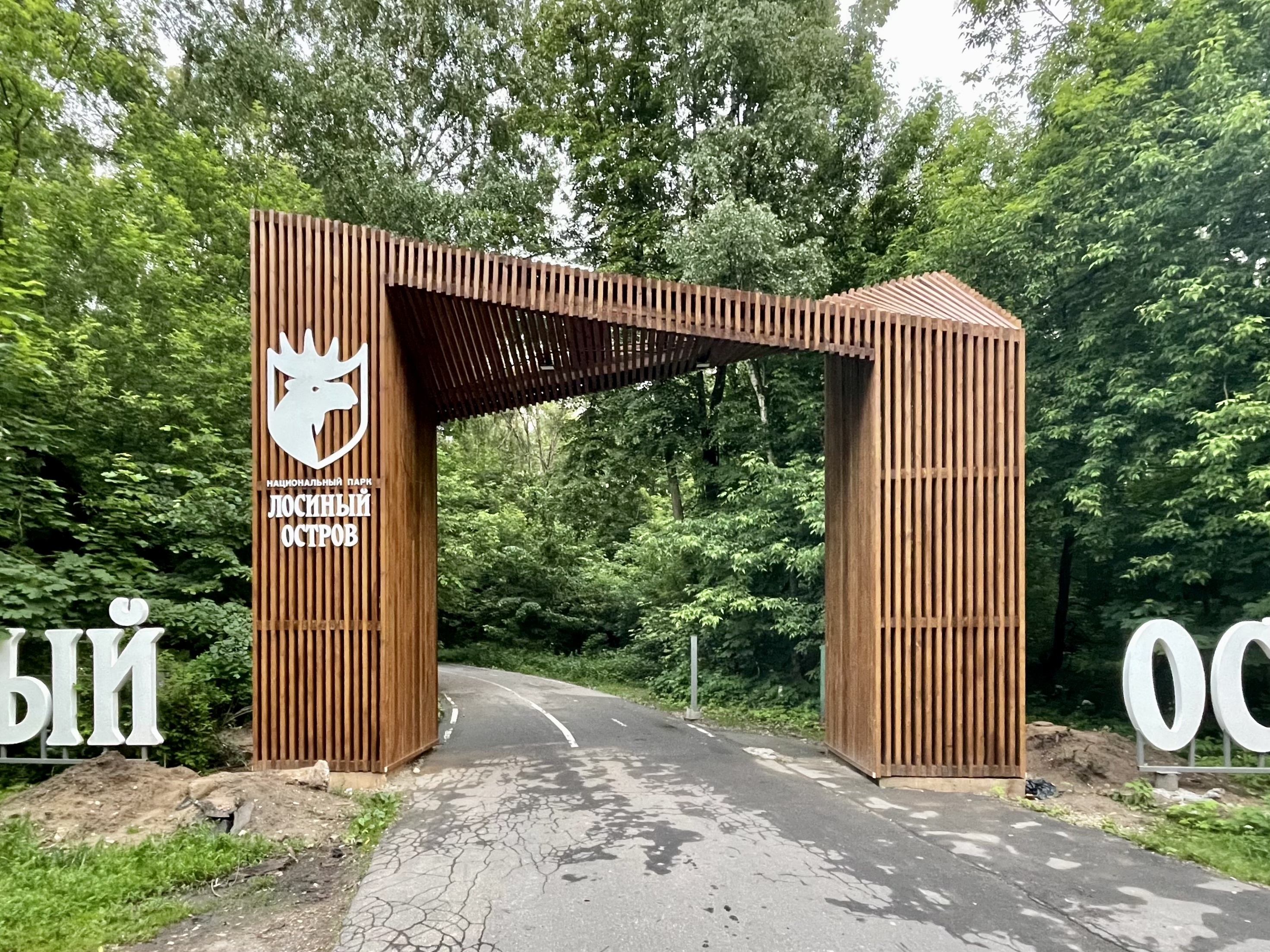
Входная группа в «Лосиный остров», установленная в 2022 году

Границы охранной зоны Лосиного острова указаны на информационных планшетах и отмечены на местности специальными предупредительными знаками.
В конце 2019 года Минприроды в новом проекте положения об охранных зонах особо охраняемых природных территорий предложило допустить не только возможность изменения и прекращения существования буферных зон, но и разрешения строительства в них социальных объектов и жилых домов, не оказывающих «негативного воздействия на природные комплексы».

## Границы и незаконная застройка

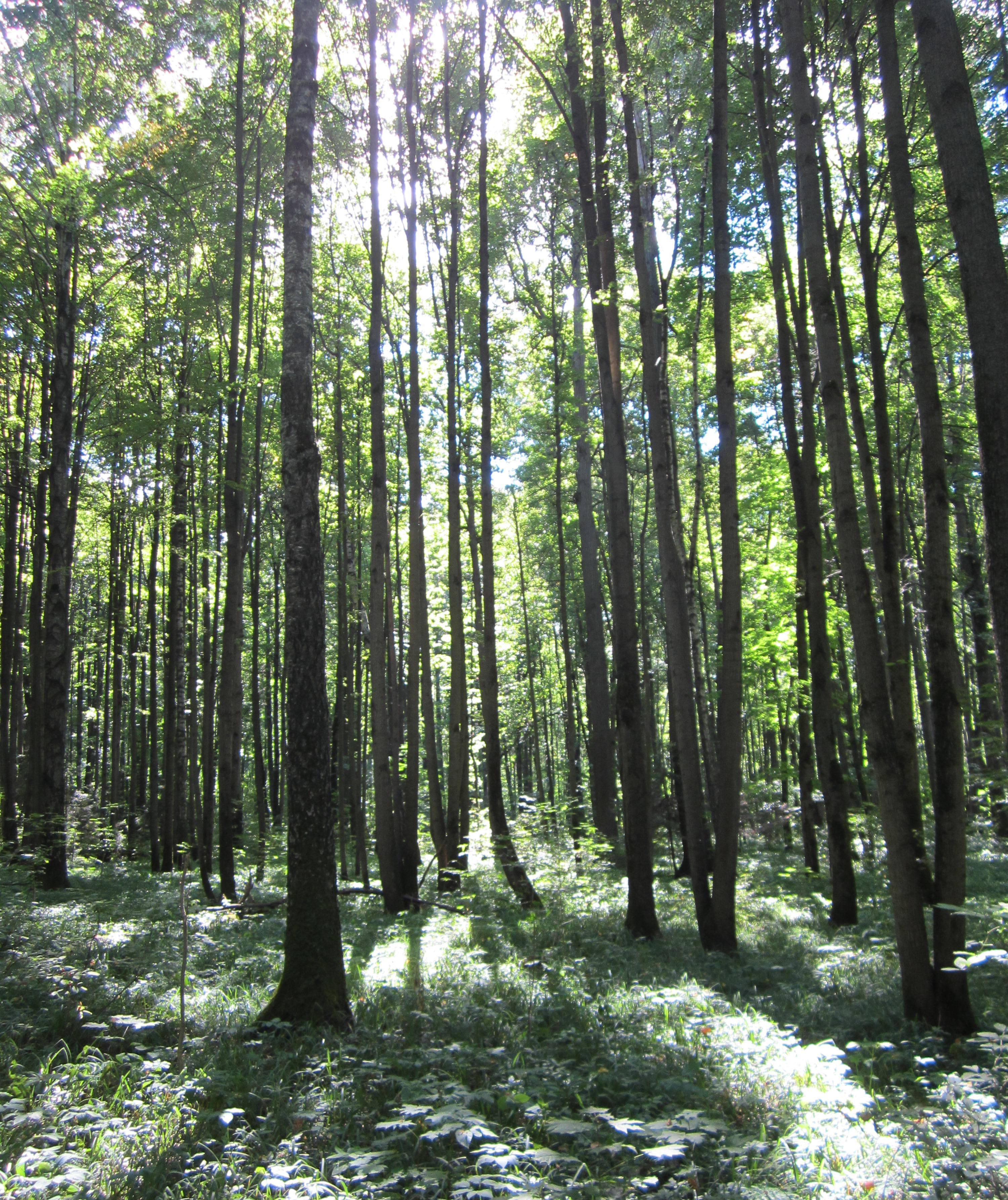
В «Лосином острове» в августе

14 декабря 2009 года Арбитражным судом Московской области по заявлению областной прокуратуры было вынесено решение о сносе дома. Федеральный арбитражный суд Московского округа оставил это решение без изменений.
Разработанный генеральный план городского округа Балашиха, утверждённый Советом депутатов и лично главой городского округа В. Г. Самоделовым в декабре 2005 года, содержал недостоверную информацию о границах Национального парка и частично предусматривал её освоение. Обозначенная на плане граница парка отступала от установленной границы на отдельных участках до 400 метров.
Таким образом, в нарушение действующего законодательства документ в департамент Росприроднадзора по Центральному федеральному округу не представлялся и не согласовывался и был принят в нарушение Федерального закона «Об особо охраняемых природных территориях». Этот закон предусматривает, что вопросы социально-экономической деятельности хозяйствующих субъектов, а также проекты развития населённых пунктов, находящихся на территориях соответствующих национальных парков, и их охраняемых зон согласовываются с федеральными органами исполнительной власти.
«При возведении нового микрорайона Щитниково в августе 2008 года застройщик „Строительная фирма Кифо-Н“ самовольно огородил земельный участок, расположенный в 49 квартале Алексеевского лесопарка и произвёл работы по обустройству котлована и траншеи. В результате была повреждена почва на площади 3764 м² и уничтожены лесные культуры на площади 1 га. Ущерб составил свыше 62 млн 792 тысячи рублей», — констатировала Генпрокуратура.
По факту незаконной порубки деревьев с самовольным захватом территории было возбуждено уголовное дело, которое расследовало следственное управление при УВД по городскому округу Балашиха. Однако затем уголовное дело было закрыто. Строительные работы в 2009 году были прекращены, но уже занятая территория не была возвращена национальному парку. По состоянию на 2017 год на ней разместились два новых микрорайона Балашихи. Кроме того, для их жителей власти Москвы разрешили вырубить ещё 0,3 гектара леса.

## Флора и фауна
Национальный парк расположен в подзоне широколиственно-еловых лесов Валдайско-Онежской подпровинции Северо-европейской таёжной провинции Евроазиатской таёжной области. В Лосином Острове произрастает более 500 видов сосудистых растений, в том числе 32 вида древесных, 37 видов кустарниковых. Лесообразующие породы деревьев — берёза (46 % лесопокрытой площади), сосна (22 %), ель (16 %), липа (13 %), дуб (3 %). Доля остальных пород незначительна. Широко представлены виды травянистых растений, отнесенные к категории редких и подлежащих охране на территории Москвы и Московской области (волчеягодник обыкновенный, ландыш, купальница европейская, колокольчик персиколистный, колокольчик крапиволистный, любка зеленоцветковая, любка двулистная, гнездовка настоящая и др.) Здесь находится единственное место в ближнем Подмосковье, где естественно произрастает печёночница благородная.

Фауна насчитывает более 280 видов позвоночных животных, в том числе более 160 видов птиц, 38 видов млекопитающих; 15 видами представлены рыбы, 10 — земноводные (из них достоверно подтверждено по итогам мониторинга 2020 года лишь 6 видов — серая жаба, обыкновенный тритон, гребенчатый тритон, озерная лягушка, травяная лягушка и остромордая лягушка, и 2 — пресмыкающиеся. По сведениям сотрудников службы содержания и благоустройства национального парка, в начале 2013 г. на территории Лосиного Острова обитали 70 лосей, 300 пятнистых оленей, 200 кабанов, 300 зайцев; встречаются также лисицы, американские норки, енотовидные собаки, белки, орешниковые сони, бобры, ондатры, рыжие полёвки, лесные мыши, ястребы-тетеревятники, орланы-белохвосты, скопы и многие другие птицы).

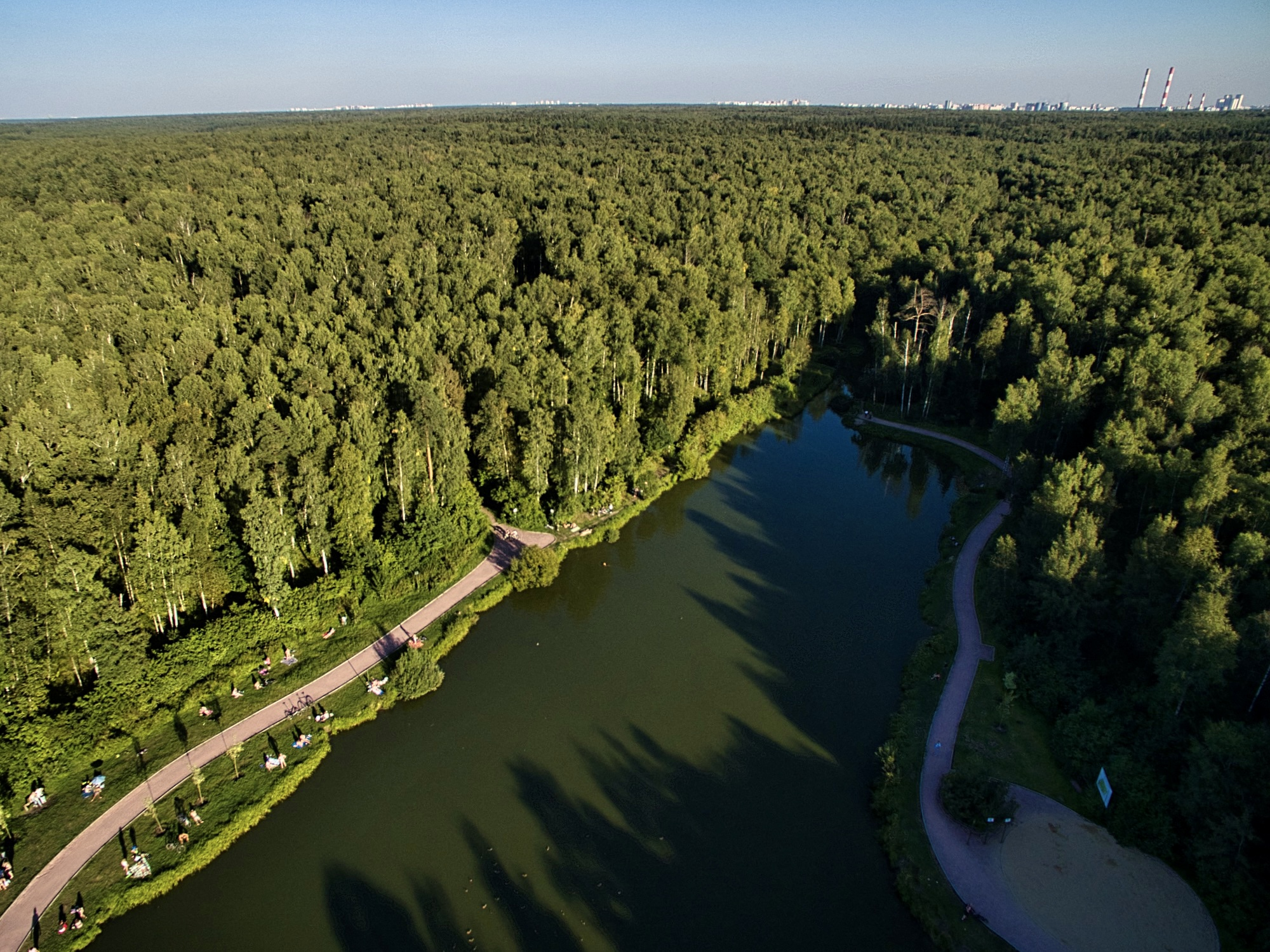
Пруд на реке Лось
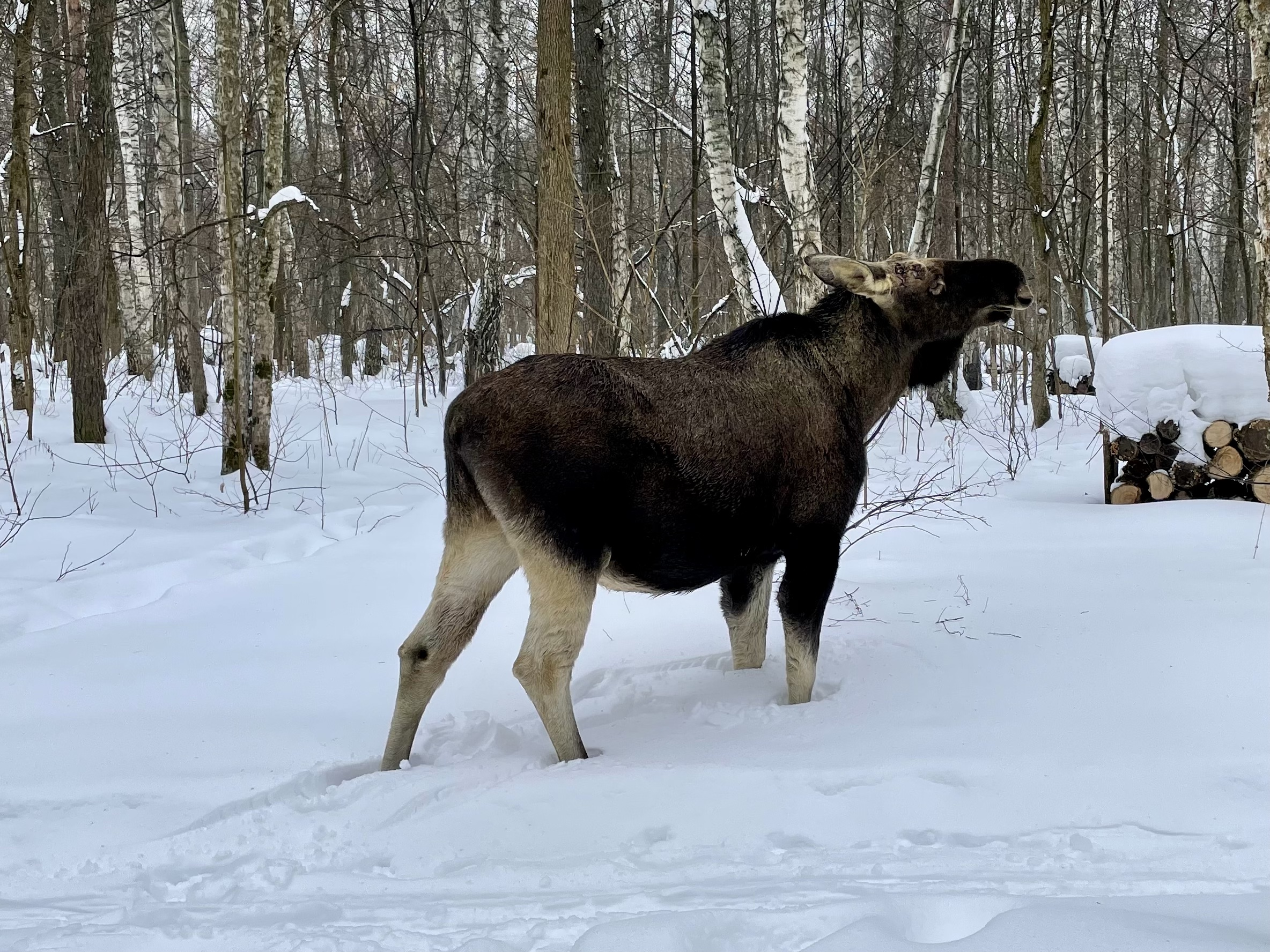
Лось в городской черте парка
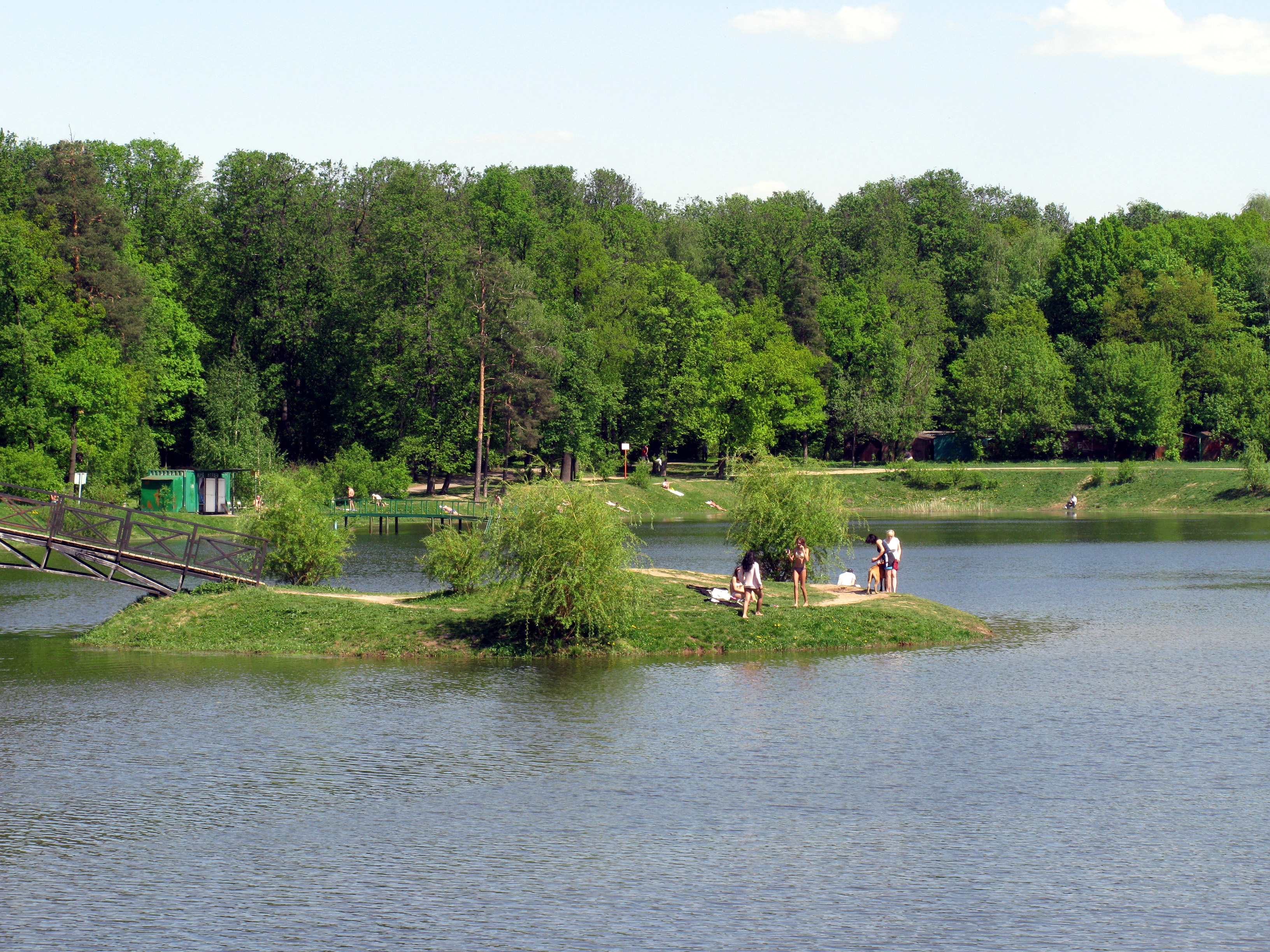
Бабаевский пруд
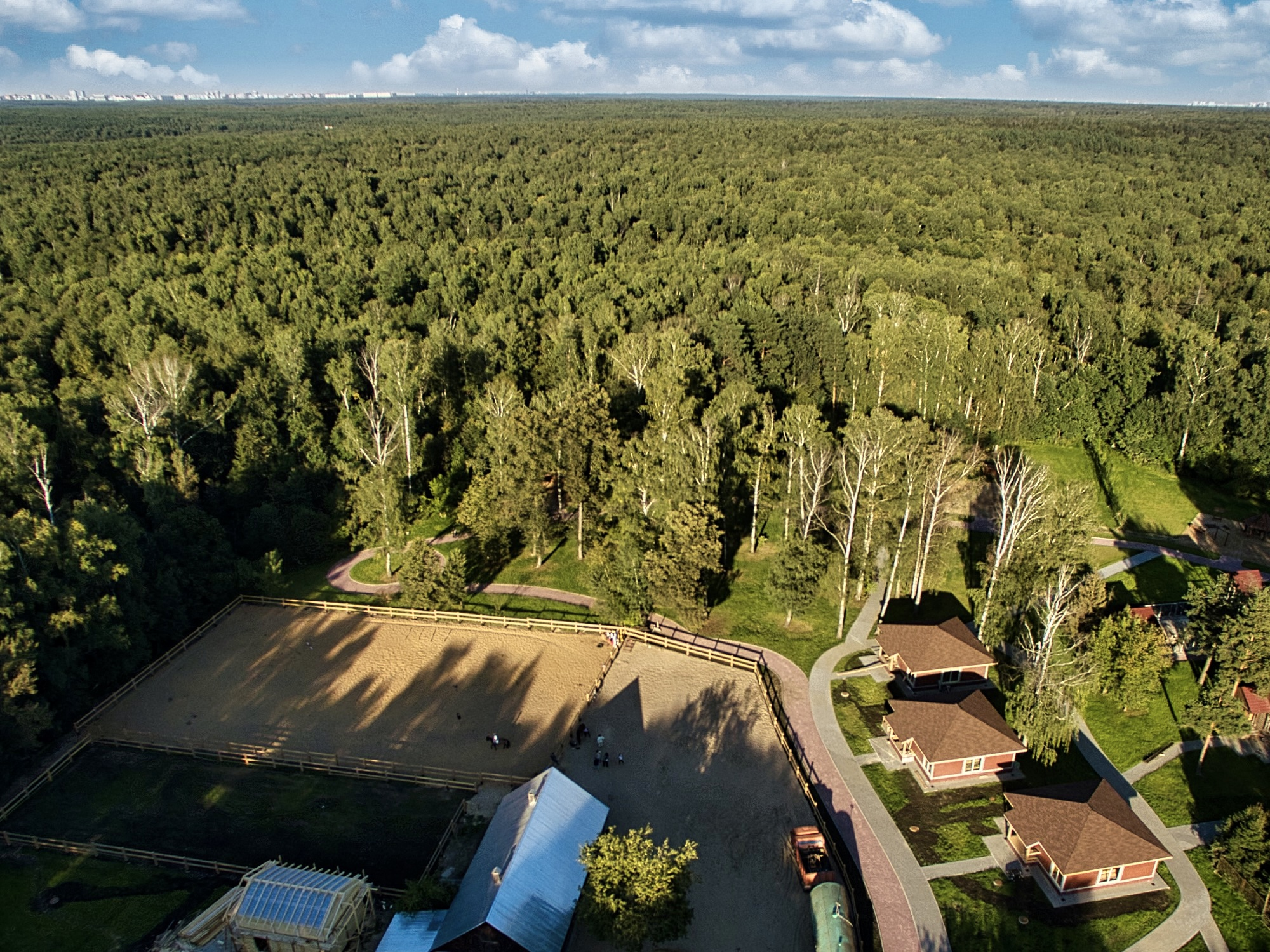
Конный клуб «Лосинка»
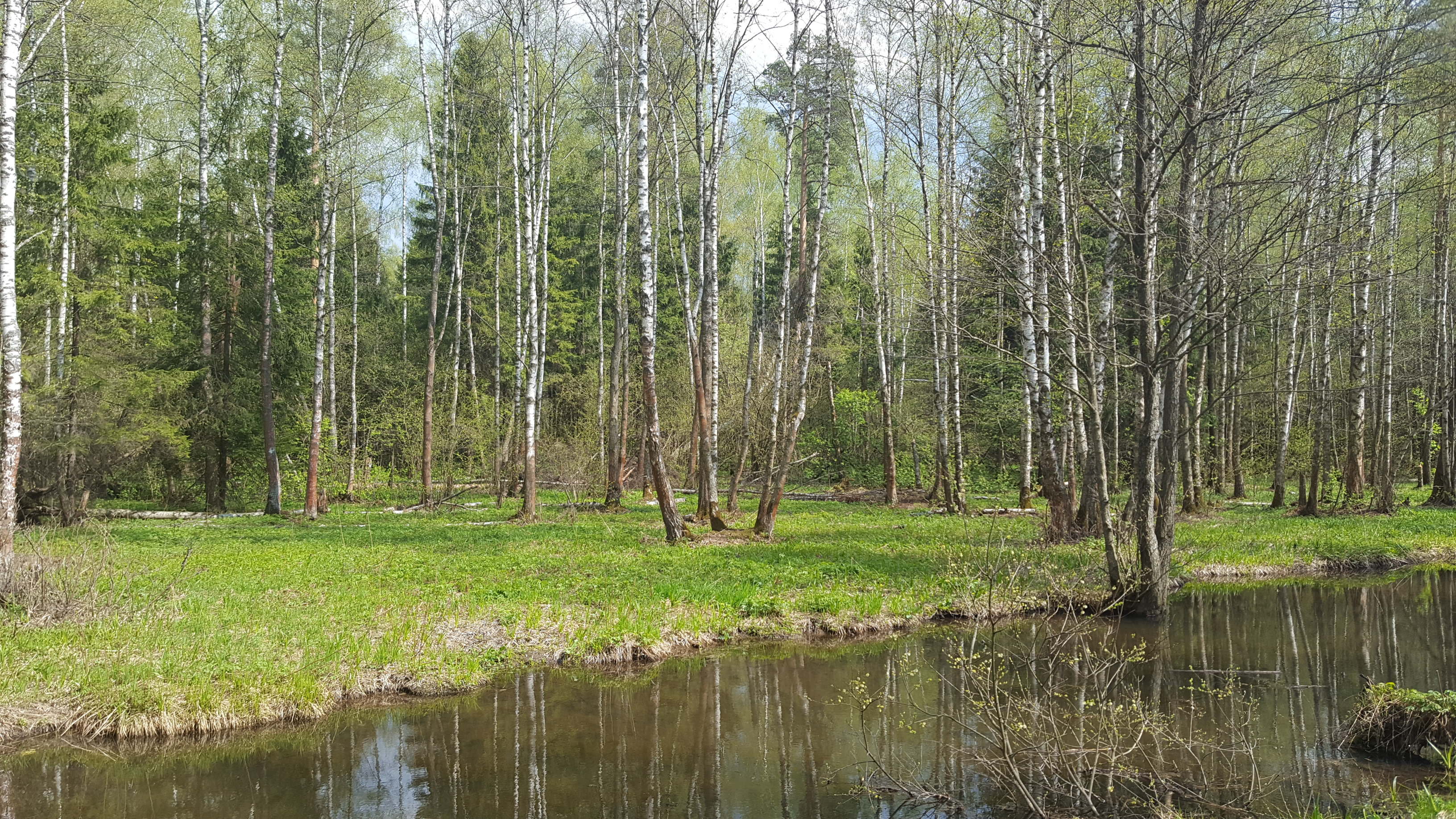
Река Ичка в Лосином острове
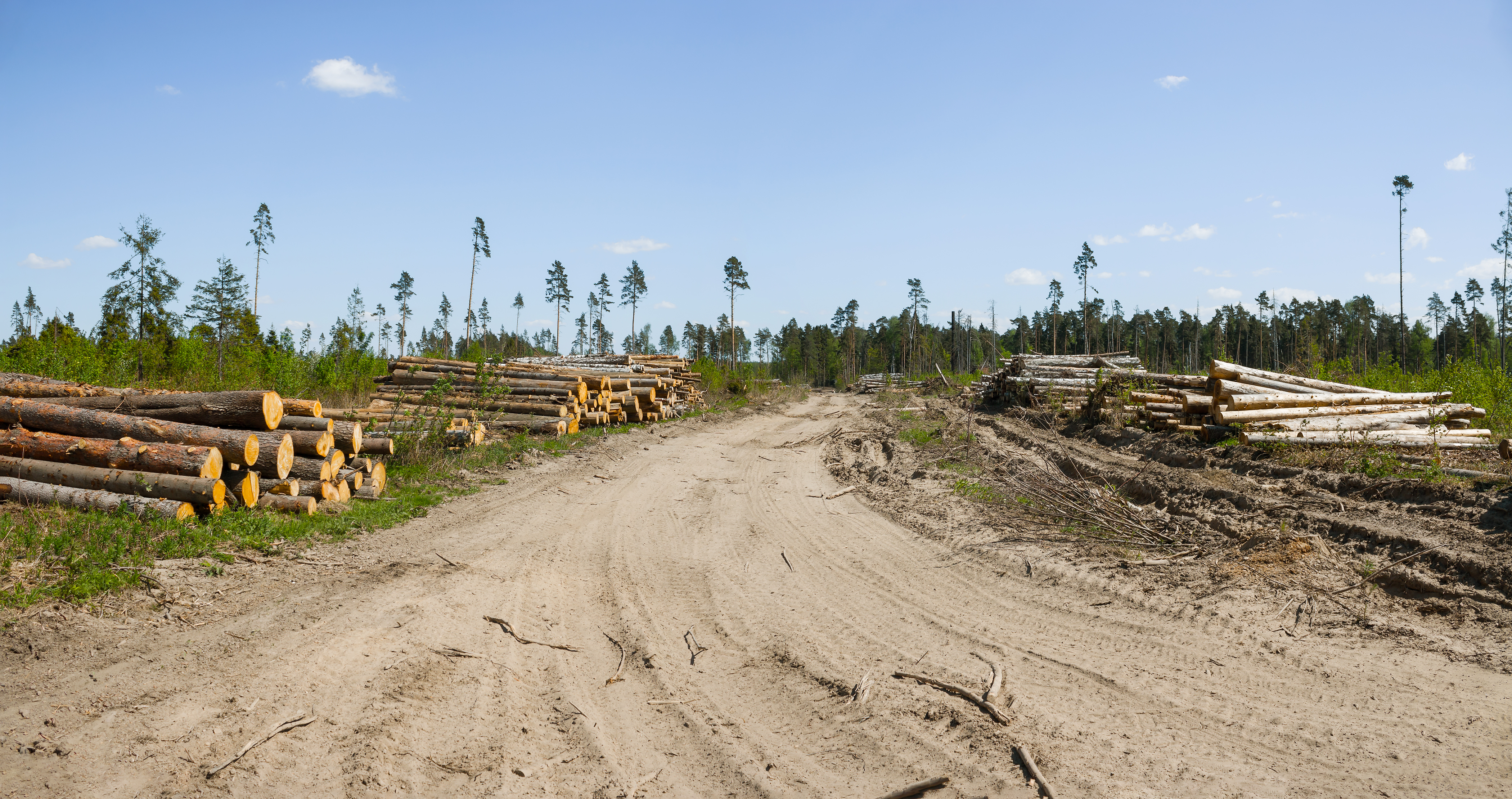
Санитарная вырубка деревьев зараженных  корое́дом-типо́графом (лат. Ips typographus) 12 Мая 2018

### Краснокнижные виды
Птицы, внесенные в Красную книгу РФ и отмеченные в Лосином Острове: Серый сорокопут, Орлан-белохвост, Скопа, Белая лазоревка.
Флора: Спарассис курчавый, Пальчатокоренник балтийский, Мутинус собачий, Ежовик коралловидный.

### Истребление фауны бездомными собаками
С начала XXI века дикая фауна подвергается истреблению со стороны стай бездомных собак, обитающих в парке. По данным газеты «Известия», стаи из 10—15 собак в парке охотятся на молодых кабанят и оленей, отбивая их от родителей, разоряют наземные гнезда птиц, ловят белок, горностаев, хорьков и других животных. По данным главного редактора Красной книги Москвы Бориса Самойлова, бродячие псы почти полностью уничтожили пятнистых оленей в парке.
Заместитель директора национального парка Владимир Соболев в 2009 году сообщил, что предшествующей зимой было 5 инцидентов, связанных с гибелью животных в результате нападения собачьих стай: погибли олени, лось и кабан.
По данным газеты «Московский комсомолец», которая ссылается на сотрудников национального парка, 17 дальневосточных оленей были завезены в заповедную часть «Лосиного Острова» в 1960-е годы. В начале XXI века поголовье стада насчитывало около 200 особей. Однако с 2005 года сотрудники стали находить обглоданные скелеты оленей, которые стали жертвой нападения бездомных собак. Лишь за одну зиму 2008—2009 года в результате нападения псов погибло 17 оленей, что составляет около 10 % от стада, утверждает издание.

### Браконьерство
В феврале 2021 года СМИ сообщили, что на территории парка Лосиный остров якобы обнаружено 16 убитых пятнистых оленей с пулевыми ранениями. Представители парка сообщили, что олени стали жертвами бродячих собак, той же версии придерживаются опрошенные СМИ эксперты.

## Улицы на территории Лосиного Острова
- Абрамцевская просека
- Бумажная просека
- Улица Богатырский Мост
- Белокаменное шоссе
- МКАД
- 1-й Белокаменный проезд
- 2-й Белокаменный проезд
- Улица Красная Сосна
- Лосиноостровская улица
- Яузская аллея

## Населённые пункты на территории Лосиного острова
Посёлок Мосводоканала, Супонево, Балашиха (мкр. Абрамцево), Новый свет, Долгое Лёдово, Оболдино, Королёв (микрорайоны Торфопредприятие, Погонный, 12-й переключатель, Оболдино).

### Видеоролики
- «Остров сокровищ» — художественно-документальный фильм, посвящённый исследованию фауны Лосиного острова
- Ускользающая красота
- Лосиный Остров
- Пятнистые олени Лосиного Острова в «летней шерсти»